# Justicia effusa
Justicia effusa är en akantusväxtart som beskrevs av D.N. Gibson. Justicia effusa ingår i släktet Justicia och familjen akantusväxter. Inga underarter finns listade i Catalogue of Life.